# 傅霖 (嘉靖進士)
傅霖（1532年—1602年），字應期，號澤野，山西太原府忻州人，民籍，明朝政治人物。官至山東參議。

## 生平
嘉靖三十一年（1552年）壬子科山西鄉試第二十一名舉人，三十一歲中式四十一年（1562年）壬戌科會試第二百五十名，二甲第十四名進士。初授吏部主事，以宗亲改壽州知州，迁大名府同知，隆慶元年（1567年）十二月升河南佥事，备兵睢陈，四年四月以不胜任罢归，五年正月考察以才力不及降调。
明神宗即位，起补陕西華州知州，丁父憂，補任山東平度州知州，萬曆五年（1577年）十二年升湖广荆西道佥事，督修明顯陵，九年二月升陕西隴右道參議。丁母忧归，服除，起补山东辽海兵备道參議，为同官所构，以计典降二级。經巡撫强争，詔以故官听用，再起寧前道，因与总兵李如松不合，萬曆二十年以考察落职。弟傅霈以御史家居，抗疏理其冤，都御史亦以上闻，终不再出仕。为增强太原文運，太原的乡绅商议在東山建永明寺宣文塔，推举傅霖为首，主持修建，即今永祚寺双塔。傅霖在城東隅建從好園，在其中吟诗唱词，年逾七十，寝疾七日而卒。

## 著作
著有《慕随堂集》。

## 家族
曾祖傅天錫，教授；祖父傅康，監生；父傅朝宣，儀賓。嫡母郎青鄉君；母殷氏（贈宜人）。具慶下。弟傅震（貢士）、傅霈、傅霓。
傅霖、傅震、傅霈人称“傅氏三凤”，太原府城有“三凤坊”、“青云接武”牌坊，就是为表彰傅霖三兄弟而立。